# Blagoveščensk (Oblast' dell'Amur)
Blagoveščensk (in russo Благове́щенск?, in cinese: 海蘭泡T, 海兰泡S, HǎilánpàoP o 布市S, Bù ShìP, lett. "布 città", a corto di "布拉戈維申斯克市T, 布拉戈维申斯克市S, lett. "Blagoveščensk città") è una città della Russia nell'Estremo Oriente russo, situata sulla riva del fiume Amur; è anche capoluogo dell'Oblast' dell'Amur e dell'omonimo rajon, fondata nel 1856 in prossimità del punto in cui il fiume Zeja confluisce nell'Amur, al confine con la Cina.
All'interno del territorio della città sono presenti gli insediamenti di Belogor'e, Muchinka, Plodopitomnik, Prizejskaja e Sadovoe.

## Etimologia
Il suo nome, in russo, significa "luogo dell'annunciazione".

## Storia
Fondata nel 1856 con funzioni militari, la città si è poi sviluppata grazie alla sua vicinanza con la città di Heihe, in Cina, e di una corsa all'oro nei primi anni del XX secolo.

## Geografia fisica

### Clima
- Temperatura media annua: 0,1 °C
- Temperatura media del mese più freddo (gennaio): −23,8 °C
- Temperatura media del mese più caldo (luglio): 21,4 °C
- Precipitazioni medie annue: 538 mm

| Blagoveščensk (1991-2020) Fonte: | Mesi         | Mesi         | Mesi         | Mesi         | Mesi        | Mesi        | Mesi        | Mesi        | Mesi        | Mesi         | Mesi         | Mesi         | Stagioni | Stagioni | Stagioni | Stagioni | Anno  |
| Blagoveščensk (1991-2020) Fonte: | Gen          | Feb          | Mar          | Apr          | Mag         | Giu         | Lug         | Ago         | Set         | Ott          | Nov          | Dic          | Inv      | Pri      | Est      | Aut      | Anno  |
| -------------------------------- | ------------ | ------------ | ------------ | ------------ | ----------- | ----------- | ----------- | ----------- | ----------- | ------------ | ------------ | ------------ | -------- | -------- | -------- | -------- | ----- |
| T. max. media (°C)               | −15,1        | −9,4         | −0,2         | 11,2         | 19,9        | 25,5        | 27,7        | 25,4        | 19,4        | 9,3          | −4,6         | −14,7        | −13,1    | 10,3     | 26,2     | 8,0      | 7,9   |
| T. media (°C)                    | −21,0        | −16,1        | −6,4         | 4,9          | 13,2        | 19,4        | 22,2        | 19,9        | 13,0        | 3,5          | −9,8         | −19,8        | −19,0    | 3,9      | 20,5     | 2,2      | 1,9   |
| T. min. media (°C)               | −25,6        | −21,8        | −12,2        | 1,1          | 6,9         | 13,8        | 17,5        | 15,4        | 7,9         | −1,1         | −13,9        | −23,9        | −23,8    | −1,4     | 15,6     | −2,4     | −3,0  |
| T. max. assoluta (°C)            | 0,2 (1983)   | 7,0 (1998)   | 20,3 (1990)  | 31,4 (2014)  | 34,7 (1998) | 39,4 (2010) | 37,7 (2000) | 36,9 (1921) | 33,5 (1921) | 28,0 (2006)  | 13,4 (1963)  | 3,6 (1955)   | 7,0      | 34,7     | 39,4     | 33,5     | 39,4  |
| T. min. assoluta (°C)            | −44,5 (1980) | −45,4 (1920) | −35,7 (1922) | −17,7 (1988) | −7,5 (1910) | 0,1 (1922)  | 8,2 (1914)  | 4,4 (1949)  | −4,3 (1964) | −24,8 (1902) | −32,9 (1944) | −41,2 (1912) | −45,4    | −35,7    | 0,1      | −32,9    | −45,4 |
| Nuvolosità (okta al giorno)      | 3,7          | 2,7          | 3,7          | 5,5          | 6,0         | 6,2         | 6,5         | 6,1         | 5,4         | 4,6          | 4,0          | 3,2          | 3,2      | 5,1      | 6,3      | 4,7      | 4,8   |
| Precipitazioni (mm)              | 7            | 7            | 10           | 25           | 55          | 91          | 141         | 112         | 68          | 30           | 13           | 11           | 25       | 90       | 344      | 111      | 570   |
| Giorni di pioggia                | 0            | 0            | 0,4          | 9,0          | 15,0        | 17,0        | 18,0        | 17,0        | 16,0        | 8,0          | 0,4          | 0,0          | 0,0      | 24,4     | 52,0     | 24,4     | 100,8 |
| Nevicate (cm)                    | 12           | 10           | 3            | 0            | 0           | 0           | 0           | 0           | 0           | 1            | 4            | 8            | 30       | 3        | 0        | 5        | 38    |
| Giorni di neve                   | 12           | 7            | 8            | 6            | 1           | 0           | 0           | 0           | 0,2         | 5,0          | 12,0         | 14,0         | 33,0     | 15,0     | 0,0      | 17,2     | 65,2  |
| Giorni di nebbia                 | 0,3          | 0,1          | 0,2          | 0,4          | 1,0         | 1,0         | 2,0         | 2,0         | 1,0         | 0,2          | 1,0          | 0,2          | 0,6      | 1,6      | 5,0      | 2,2      | 9,4   |
| Umidità relativa media (%)       | 73           | 68           | 62           | 55           | 55          | 70          | 78          | 80          | 72          | 62           | 67           | 74           | 71,7     | 57,3     | 76       | 67       | 68    |